# Dacznoje (Tatarstan)
Dacznoje (ros. Дачное) – osiedle w Rosji, w Tatarstanie, w rejonie wysokogorskim. W 2010 liczyło 781 mieszkańców.